# SN 1937B
SN 1937B – supernowa odkryta 26 sierpnia 1937 roku w galaktyce MCG -04-52-18. W momencie odkrycia miała maksymalną jasność 15,30m.